# Học viện Phòng không – Không quân (Việt Nam)
Học viện Phòng không - Không quân Việt Nam  là một học viện quân sự trực thuộc Quân chủng Phòng không- Không quân- Bộ Quốc phòng Việt Nam, chuyên đào tạo sĩ quan chỉ huy tham mưu phòng không- không quân trình độ đại học, cao đẳng, kỹ sư hàng không và đào tạo sau đại học.
- Ngày truyền thống: 16/07/1964
- Trụ sở chính: xã Kim Sơn, thị xã Sơn Tây, thành phố Hà Nội.
- Cơ sở 2: số 127 phố Hoàng Văn Thái, phường Khương Trung, quận Thanh Xuân, thành phố Hà Nội

## Đội ngũ giảng viên và các ngành đào tạo

### Giảng viên
- 100% giảng viên có trình độ đại học và sau đại học. Trong đó có 01 Giáo sư, 11 Phó Giáo sư, 89 Tiến sĩ, 01 Nhà giáo nhân dân, 13 nhà giáo ưu tú.

### Các ngành đào tạo
- Dẫn đường Không quân;
- Tham mưu tác huấn không quân.
- Kỹ thuật hàng không: Máy bay và động cơ; Vũ khí hàng không; Thiết bị hàng không; Vô tuyến hàng không.
- Chỉ huy kỹ thuật tên lửa
- Chỉ huy kỹ thuật radar
- Chỉ huy pháo phòng không
- Chỉ huy Tác chiến điện tử

## Lãnh đạo hiện nay
- Giám đốc: Thiếu tướng, Tiến sĩ Hà Xuân Trường

- Chính ủy: Thiếu tướng Trần Trọng Tuyến
- Phó Giám đốc:
  - Đại tá, Tiến sĩ Lê Công Thành
  - Đại tá Khuất Thanh Sơn
  - Đại tá Tiến sĩ Vương Anh Trung

- Phó Chính ủy: Đại tá Vũ Mạnh Hoàng

## Tổ chức

### Các Phòng, Ban chức năng
- Phòng Chính trị
- Phòng Đào tạo
- Phòng Tham mưu - Hành chính
- Phòng Hậu cần-Kỹ thuật
- Phòng Khoa học quân sự
- Ban Khảo thí và Đảm bảo chất lượng giáo dục - đào tạo

### Các khoa đào tạo
- Khoa Kỹ thuật hàng không
- Khoa Pháo phòng không - Tên lửa tầm thấp
- Khoa Tên lửa phòng không
- Khoa Radar
- Khoa Thông tin - Tác Chiến điện tử
- Khoa Dẫn đường - Khí tượng
- Khoa Quân sự chung
- Khoa Chiến thuật, chiến dịch
- Khoa Chỉ huy-Tham mưu
- Khoa Hậu cần-Kỹ thuật
- Khoa Công tác Đảng, Công tác chính trị
- Khoa Lý luận Mác - Lê-nin
- Khoa Khoa học cơ bản
- Khoa Kỹ thuật cơ sở
- Khoa Giáo dục quốc phòng
- Khoa Ngoại ngữ - Ngữ văn

### Các đơn vị quản lý học viên
- Hệ 1
- Hệ 2
- Hệ 3
- Hệ 10
- Tiểu đoàn 4
- Tiểu đoàn 5
- Tiểu đoàn 6
- Tiểu đoàn 7
- Tiểu đoàn 8
- Trung tâm Huấn luyện thực hành
- Trung tâm Mô phỏng

## Lịch sử hình thành[2]

### Học viện Phòng không
- Ngày 18/07/1957, Phân khoa pháo binh của Trường Sĩ quan Lục quân 1 được tách ra để thành lập Trường Sĩ quan Pháo binh, trong đó có Hệ cao xạ. Tính đến tháng 5-1964, Trường Sĩ quan Pháo binh đã đào tạo bổ túc và chính quy được 4 khóa cán bộ quân sự, chính trị cao xạ từ cấp phân đội đến cấp trung đoàn. Hệ Cao xạ thuộc Trường Sĩ quan Pháo binh ra đời, đánh dấu mốc mở đầu cho việc đào tạo sĩ quan Phòng không – Không quân sau này.
- Ngày 16/07/1964, Bộ Quốc phòng ra quyết định thành lập Trường sĩ quan Cao xạ trực thuộc Quân chủng Phòng không - Không quân.
- Ngày 19/03/1966, Bộ Tổng tham mưu và Tổng cục Chính trị giao nhiệm vụ cho Nhà trường đào tạo cán bộ trung đội trưởng pháo cao xạ 37m trở lên cho toàn quân và đào tạo trung đội trưởng súng máy 12,7mm và 14,5mm. Bổ túc cán bộ quân sự đại đội và đào tạo cán bộ chính trị viên đại đội.
- Ngày 17/03/1967, nhà trường khai giảng lớp bổ túc cán bộ trung cao cấp pháo cao xạ đầu tiên, thời gian 3 tháng.
- Ngày 6/5/1967, nhà trường khai giảng Lớp trung đội trưởng radar trinh sát, đáp ứng kịp thời nhiệm vụ cảnh giới và dẫn đường cho bộ đội Không quân.
- Ngày 24/07/1967, Bộ Tư lệnh Quân chủng quyết định thành lập tiểu đoàn 5 thuộc Trường sĩ quan Cao xạ, có nhiệm vụ đào tạo, bổ túc cán bộ chỉ huy các cấp cho Binh chủng tên lửa.
- Ngày 11 tháng 8, nhà trường tổ chức khai giảng khóa đầu tiên bổ túc cán bộ chỉ huy tên lửa, thời gian 4 tháng.
- Ngày 15/12/1967, Bộ Tổng tham mưu Quân đội nhân dân Việt Nam quyết định đổi tên Trường sĩ quan Cao xạ thành Trường sĩ quan Phòng không.
- Ngày 27/02/1971, Tư lệnh Quân chủng Phòng không - Không quân ra quyết định hợp nhất Trường sĩ quan Phòng không và Trường kỹ thuật Phòng không thành Trường Phòng không.
- Ngày 7/6/1973, Do nhu cầu phát triển của Nhà trường và được sự đồng ý của Bộ Quốc phòng, Bộ Tư lệnh Quân chủng Phòng không - Không quân Quyết định tách Trường Phòng không thành 2 trường: Trường sĩ quan Phòng không và Trường Kỹ thuật Phòng không (như trước khi hợp nhất 27-2-1971).
- Tháng 9/1975, Chấp hành Chỉ thị của Tư lệnh Quân chủng Phòng không - Không quân về việc sáp nhập một phần của Trường Kỹ thuật Phòng không về Trường sĩ quan Phòng không và đổi tên Trường sĩ quan Phòng không thành Trường Phòng không.
- Ngày 15/01/1978, Thực hiện Chỉ thị của Đảng ủy và Bộ Tư lệnh Quân chủng, một bộ phận của Trường Kỹ thuật được tách ra khỏi trường và Trường Phòng không lại được đổi tên là Trường sĩ quan Phòng không.
- Ngày 22/08/1978, Tư lệnh Quân chủng Phòng không ra quyết định thành lập cơ sở II Trường sĩ quan Phòng không ở Nha trang.
- Ngày 09/09/1978, Nhà trường khai giảng khóa 24, thí điểm đào tạo sĩ quan chỉ huy bậc đại học và kỹ sư khai thác sử dụng.
- Xuất phát từ yêu cầu xây dựng Quân đội cách mạng, chính quy, tinh nhuệ, từng bước hiện đại, Quân ủy Trung ương và Bộ Quốc phòng Quyết định củng cố các trường quân sự và thành lập thêm một số trường sĩ quan. Ngày 23/10/1980, Bộ trưởng Bộ Quốc phòng đã ký Quyết định tách Trường sĩ quan Phòng không để thành lập hai trường: Trường sĩ quan Pháo phòng không và Trường sĩ quan chỉ huy kỹ thuật tên lửa - radar.
  - Trường sĩ quan chỉ huy kỹ thuật Tên lửa - Radar: Đóng quân tại khu A (Trường sĩ quan Phòng không cũ) thuộc xã Trung Sơn Trầm.
  - Trường sĩ quan Pháo phòng không đóng quân tại khu B (xã Kim Sơn) (Trường sĩ quan Phòng không cũ) và quản lý cả cơ sở 2 (ở Nha Trang).
- Ngày 14/06/1986, Trường Trung cao cấp Phòng không được thành lập trên cơ sở hai trường: Trường huấn luyện 582, Trường Đảng và 2 hệ đào tạo cán bộ trung đoàn của hai trường: Trường sĩ quan Pháo phòng không và Trường sĩ quan chỉ huy kỹ thuật Tên lửa - Radar - theo quyết định số 751/QĐ-QP của Bộ Quốc phòng. Trụ sở của trường ở Ngọc Hồi – Vĩnh Quỳnh – Thanh Trì (Hà Nội).
- Ngày 5/9/1987 Hệ đào tạo sĩ quan chỉ huy tham mưu cấp chiến thuật - chiến dịch thuộc Trường sĩ quan chỉ huy kỹ thuật Tên lửa - Radar (gọi tắt là Hệ trung cấp - đào tạo cán bộ cấp Trung đoàn) được bàn giao về Trường Trung cao cấp Phong không quản lý và tiếp tục đào tạo.
- Ngày 15/11/1987, Chấp hành mệnh lệnh số 20/ML-TM ngày 18 tháng 7 năm 1987 của Bộ Tổng tham mưu về việc chấn chỉnh lại tổ chức và bố trí lực lượng trong Quân chủng Phòng không. Tư lệnh Quân chủng Phòng không ra Quyết định số 488/TCĐV về việc hợp nhất Trường sĩ quan pháo phòng không và Trường sĩ quan chỉ huy kỹ thuật tên lửa - radar thành Trường sĩ quan chỉ huy kỹ thuật Phòng không.
- Ngày 3 và 4/1/1992, Hội nghị về đào tạo theo chương trình Cao đẳng quân sự của Bộ Quốc phòng được tiến hành tại Nhà trường. Sau Hội nghị, Nhà trường đã tích cực triển khai, bổ sung hoàn thiện chương trình, xây dựng cơ sở vật chất để chuẩn bị cho huấn luyện theo chương trình mà Bộ Quốc phòng đã thông qua.
- Tháng 7/1992, Nhà trường tổ chức thi tuyển sinh quân sự theo phương thức mới trên cơ sở Thông tư tuyển sinh của Bộ Quốc phòng (Lần đầu tiên có cả học sinh phổ thông dự thi).
- Năm 1993, Học viện Phòng không được thành lập trên cơ sở hợp nhất Trường Sĩ quan Chỉ huy Kỹ thuật Phòng không và Trường trung cao cấp Phòng không. Nhiệm vụ của Học viện Phòng không là đào tạo sĩ quan chỉ huy phân đội và sĩ quan chỉ huy tham mưu cấp chiến dịch – chiến thuật có trình độ đại học, nghiên cứu khoa học quân sự và các nhiệm vụ được giao.
- Ngày 20/12/1995, Thủ tướng Chính phủ có Quyết định số 834/TTg giao nhiệm vụ đào tạo đại học cho Học viện Phòng không.
- Ngày 11/11/1997, Bộ Giáo dục – Đào tạo ra Quyết định số 3615/GD-ĐT giao nhiệm vụ đào tạo cao học cho Học viện Phòng không chuyên ngành Nghệ thuật chiến dịch và chiến thuật phòng không.

### Học viện Không quân
- Ngày 25 tháng 1 năm 1979, được phép của Bộ Quốc phòng, Tư lệnh Quân chủng Không quân – Thiếu tướng Đào Đình Luyện, đã chỉ đạo thành lập Trường tập huấn cán bộ Không quân. Địa bàn đóng quân của Trường tại phường Nguyễn Trãi, Quận Đống Đa, Hà Nội
- Tháng 6/1979, Nhà trường xây dựng xong quy trình đào tạo tổng thể đại học nhưng gọi theo cách của không quân Nga là cao đẳng    các chuyên ngành không quân. Được phép của Bộ Quốc phòng, Nhà trường nhận một số thí sinh thi vào trường Đại học Kỹ thuật Quân sự làm nguồn đầu vào đào tạo cao đẳng kỹ thuật nhưng thực chất là đại học Không quân khóa 1.
- Ngày 15/09/1979, Nhà trường tiếp nhận học viên chuyên tu chuyển cấp kỹ sư hàng không khóa 1 và tiếp nhận một số lượng đáng kể giảng viên chuyên ngành kỹ thuật hàng không từ Đại học Kỹ thuật Quân sự. Nhà trường liên kết đào tạo đào tạo kỹ sư hàng không hệ chuyên tu và cao đẳng không quân, thực hành thí nghiệm với Đại học Kỹ thuật Quân sự, Đại học Bách khoa Hà Nội, Đại học Tổng hợp Hà Nội, Viện Kỹ thuật Không quân, Cục Kỹ thuật Không quân.
- Ngày 29/1/1980, Thực hiện nghị quyết của Bộ Chính trị, Thường vụ Đảng ủy Quân sự Trung ương và Thường vụ Đảng ủy Quân chủng Không quân về cải cách giáo dục, Đảng ủy Nhà trường ra Nghị quyết số 70, Nghị quyết nêu rõ: Trước mắt Nhà trường có nhiệm vụ bồi dưỡng, đào tạo và chuyển cấp kỹ sư thực hành các chuyên ngành không quân, đào tạo cán bộ sơ cấp chỉ huy có trình độ đại học, đào tạo sĩ quan ngắn hạn, và các nhiệm vụ khác.
- Đầu tháng 4/1980, Theo yêu cầu của Bộ Tư lệnh Không quân, Bộ Quốc phòng điều 6 cán bộ từ các đơn vị và 7 giảng viên chuyên ngành kỹ thuật hàng không của Đại học Kỹ thuật Quân sự bổ sung cho Nhà trường. Tổng số cán bộ khung và giảng viên của Nhà trường lúc này lên tới gần 100 người.
- Từ tháng 5/1980, Trường tập huấn cán bộ không quân được mang tên và con dấu "Trường Sĩ quan tham mưu Không quân"
- Năm học 1980-1981, Nhà trường được giao thêm nhiệm vụ:
  - Bổ túc sĩ quan chỉ huy tham mưu không quân cấp trung đoàn, sư đoàn khóa I (sau này gọi là cấp chiến thuật-chiến dịch);
  - Đào tạo cao đẳng Không quân khóa 2 (chương trình 4 năm rưỡi).
- Ngày 5/12/1980, nhà trường khai giảng lớp Bổ túc chỉ huy tham mưu Không quân cấp trung đoàn, sư đoàn khóa I.
- Trường Đảng Quân chủng Không quân được thành lập theo Quyết định số 944/QP ngày 13 tháng 7 năm 1981, có nhiệm vụ bổ túc và chuyển loại cán bộ chính trị. Khung Trường Đảng trực thuộc Cục Chính trị Quân chủng.
- Tháng 2/1982, Theo quyết định của Quân chủng, Trường Đảng Quân chủng sáp nhập vào Trường Sĩ quan tham mưu Không quân thành Phân hiệu trường Đảng trực thuộc Trường Sĩ quan tham mưu Không quân.
- Tháng 10/1983, Ngoài các đối tượng đang đào tạo, để đáp ứng nhu cầu về cán bộ, Quân chủng đã giao thêm nhiệm vụ cho Nhà trường: Bổ túc sĩ quan chỉ huy thông tin cấp chiến thuật chiến dịch và sĩ quan chỉ huy kỹ thuật cấp chiến thuật chiến dịch khóa I. Thời gian đào tạo: 10 tháng.
- Ngày 20/4/1985, Bộ trưởng Bộ Quốc phòng ra Quyết định sô 664/QĐ-QP về việc thành lập "Trường đào tạo, bổ túc cán bộ trung cấp, cao cấp Không quân" trực thuộc Bộ Tư lệnh Không quân gọi tắt là "Trường Trung cao Không quân".
- Ngày 10/03/1990, Bộ Tư lệnh Quân chủng Không quân có Quyết định số 141/BTL ngày 10 tháng 3 năm 1990 do Trung tướng Phạm Thanh Ngân ký, quyết định chuyển vị trí đóng quân của Trường Trung cao Không quân về phường Khương Thượng, quận Đống Đa, thành phố Hà Nội.
- Ngày 15/05/1991, Thống nhất liên kết đào tạo kỹ sư và nghiên cứu khoa học giữa Trường Trung cao Không quân và Viện Kỹ thuật Không quân.
- Ngày 1/10/1991, Ngày 1 tháng 10, Nhà trường đã hoàn thành việc thiết kế và lắp đặt sở chỉ huy học tập phục vụ cho diễn tập chỉ huy tham mưu cấp trung đoàn, sư đoàn tại trường.
- Tháng 10/1991, Thượng tá – Phó tiến sĩ Nguyễn Phúc Ninh – Trưởng Khoa Cơ bản– Cơ sở được Nhà nước phong tặng học hàm Phó giáo sư. Đây là đồng chí giáo viên đầu tiên của nhà trường được nhận vinh dự này.
- Ngày 31/12/1994, Bộ Quốc phòng ban hành Quyết định sô 932/QĐ-QP về việc thành lập Học viện Không quân trực thuộc Quân chủng Không quân trên cơ sở hợp nhất Trường Trung cao Không quân với Hệ sĩ quan tham mưu sơ cấp (kể cả sĩ quan lái máy bay) của Trường sĩ quan chỉ huy kỹ thuật Không quân"
- Ngày 3/1/1995, Học viện Không quân liên kết đào tạo với Học viện Kỹ thuật Quân sự đào tạo, chuyển cấp, chuyển loại kỹ sư hàng không cho Cục Hàng không dân dụng Việt Nam theo đề nghị của họ.
- Ngày 20/12/1995, Thủ tướng Chính phủ ra Quyết định số 838/TTg về việc giao nhiệm vụ đào tạo bậc đại học cho Học viện Không quân.
- Ngày 17/09/1997, Quân chủng Không quân đề nghị Bộ Quốc phòng chuyển giao việc chủ trì đào tạo kỹ sư hàng không từ Học viện Kỹ thuật Quân sự sang Học viện Không quân.
- Ngày 14/11/1998, Tư lệnh Quân chủng Không quân làm tờ trình đề nghị Bộ trưởng Bộ Quốc phòng xem xét, cho phép Học viện Không quân được tổ chức đào tạo cao học kỹ thuật hàng không và cao học khoa học quân sự không quân.
- Giũa cao đẳng và đại học có sự nhầm lẫn của cơ quan cấp trên nên các lớp cao đẳng phải học thêm để lấy bằng đại học kỹ thuật Không quân.

### Học viện Phòng không- Không quân
- Năm 1999, khi hai quân chủng Phòng không và Không quân sáp nhập lại thành Quân chủng Phòng không-Không quân. Ngày 15/10/1999, Học viện Phòng không - Không quân được thành lập trên cơ sở sáp nhập hai Học viện:
  - Học viện Không quân:đường Trường Chinh, Hà Nội,
  - Học viện Phòng không:xã Kim Sơn và xã Trung Sơn Trầm, thành phố Sơn Tây, Hà Tây (nay là Hà Nội).
- Đại tá Đinh Văn Bồng- nguyên Giám đốc Học viện Không quân được Bộ Quốc phòng chỉ định làm Giám đốc Học viện Phòng không - Không quân. Tổ chức biên chế của Học viện bao gồm: Ban giám đốc, 6 phòng, 12 khoa, 4 hệ, 4 tiểu đoàn, 1 trung tâm huấn luyện thực hành. Chức năng, nhiệm vụ của Học viện Phòng không - không quân thực hiện theo Quyết định thành lập Học viện Phòng không ngày 10 tháng 3 năm 1993 và Quyết định thành lập Học viện Không quân ngày 31 tháng 12 năm 1994 của Bộ Quốc phòng.
- Ngày 16 tháng 7 năm 2009, Học viện Phòng không - Không quân đã long trọng tổ chức lễ kỷ niệm 45 năm ngày truyền thống Học viện, Trung tướng Lê Hữu Đức - Phó bí thư Đảng uỷ, Tư lệnh Quân chủng Phòng không - Không quân đã tới dự và phát biểu trong buổi lễ.

## Giám đốc qua các thời kỳ
- 1993-1999, Nguyễn Văn Thực (sinh 1943), Thiếu tướng (1994), Phó Viện trưởng Viện Chiến lược Quân sự (1999-2002)
- 1999-2007, Đinh Văn Bồng (sinh 1946), Thiếu tướng (2002)
- 2006-2009, Trần Nam Xuân (sinh năm 1949) Thiếu tướng (2007), Giáo sư, Tiến sỹ Khoa học quân sự, Thư ký Hội đồng chức danh Giáo sư ngành Khoa học Quân sự/Bộ Quốc phòng (2009 - nay)
- Trần Văn Thanh,PGS.TS Thiếu tướng (2010)
- 2016 - nay: Thiếu tướng, Tiến Sĩ Hà Xuân Trường

## Chính ủy qua các thời kỳ
- 1999-2005, Nguyễn Đức Côn (sinh 1945), Thiếu tướng (2003)
- 2005-2009, Đinh Trọng Kháng, Thiếu tướng (2007)
- 2009-2014, Phạm Thanh Liêm, Thiếu tướng (2010), Chủ nhiệm Chính trị Quân chủng PKKQ (2014-2017)
- 2014-2018, Hà Văn Hảo, Thiếu tướng (2014)
- 2018-nay, Bùi Đức Thành